# Ключковська Ярина Юріївна
Ярина Юріївна Ключковська (нар. 24 жовтня 1975, Львів) — українська фахівчиня з комунікацій, медіатренер, нині — викладачка Львівської бізнес-школи. Спеціалізується на стратегічних комунікаціях, комунікації змін, кризовій та державних комунікаціях.
Кандидат у народні депутати від партії «Голос» на парламентських виборах 2019 року, № 32 у списку.

## Життєпис
Народилася 24 жовтня 1975 року у Львові в родині науковців. Мати Ірина Ключковська — очільниця Міжнародного інституту освіти, культури та зв'язків з діаспорою Національного університету «Львівська політехніка». Батько — політик і юрист Юрій Ключковський.
Закінчила львівську середню школу № 37 з поглибленим вивченням французької мови. Була призером всеукраїнських олімпіад з української мови та літератури та дійсним членом Малої академії наук.
У Києво-Могилянській академії отримала ступінь бакалавра культури у 1996 році та ступінь магістра культурології у 1998 році. Спеціалізувалась на порівняльному літературознавстві — компаративістиці.
Однією з перших в Україні отримала профільну освіту у сфері масових комунікацій, здобувши стипендію Edmund S. Muskie для навчання у США.
Почала свою професійну діяльність у 1995 році ще студенткою, з посади помічника в PR-агентстві Romyr & Associates, де «доросла» до директора з обслуговування клієнтів.
Протягом року працювала у Benjamin Group/BSMG Worldwide (зараз — Weber Shandwick), провідній PR-агенції у Кремнієвій Долині, США.
Більшу частину своєї кар'єри вона провела, очолюючи комунікаційні підрозділи великих міжнародних компаній, у тому числі, Metro Cash & Carry Ukraine, UMC (тепер — МТС Україна), Майкрософт Україна, Group DF. Працювала незалежним консультантом з комунікацій, заснувала спільно з зарубіжними партнерами агенцію Nords PR Ukraine, а потім — агенцію Grou у рамках комунікаційного холдингу AGAMA.
У 2000 році здобула ступінь магістра наук в Університеті штату Каліфорнія в Сан-Хосе.
Після навчання у Сполучених Штатах повернулася в Україну, де працювала у сфері зв'язків з громадськістю та стратегічних комунікацій у низці міжнародних компаній та агентств. Вона також консультувала десятки керівників компаній та чиновників високого рангу з комунікацій.
Як незалежний консультант, співпрацювала з низкою громадських організацій та комерційних підприємств.
Після Революції гідності співпрацювала з міжнародними організаціями, які фінансували проведення реформ. Була позаштатним радником Міністра доходів і зборів Ігоря Білоуса, Міністра економічного розвитку і торгівлі Айвараса Абромавичуса та Міністра фінансів Оксани Маркарової.
У 2011 році журнал Media Marketing Review назвав її одним із 10 найкращих PR-директорів України.
Мешкає у Києві. Має сина Дмитра (нар. у 2001 році).

## Освітня та громадська діяльність
Була одним із засновників UAPR (Української Асоціації зі зв´язків з громадськістю) та очолювала її правління у 2007—2008 роках.
У 2014 році Ярина долучилася до створення і запуску Українського кризового медіа-центру.
Є автором понад десятка навчальних програм з комунікацій для фахівців та керівників організацій. Викладала у проекті Growth in PR міжнародної студентської організації AIESEC. З 2001-го року Ключковська викладає комунікації  у провідних бізнес-школах України, і зараз є викладачем Львівської бізнес-школи та Школи управління Українського католицького університету.
Співавторка навчального кейсу про створення в Україні суспільного мовлення, який викладається на програмі Френсіса Фукуями Leadership Academy for Development у Стенфордському університеті.
Входить до Наглядової ради Центру економічної стратегії та Опікунської ради Пласту.